# Platynereis dumerilii
 (mars 2018).
Si vous disposez d'ouvrages ou d'articles de référence ou si vous connaissez des sites web de qualité traitant du thème abordé ici, merci de compléter l'article en donnant les références utiles à sa vérifiabilité et en les liant à la section « Notes et références ».
Espèce
Synonymes
Platynereis dumerilii est une espèce de vers annélides marins appartenant à la phylogénie des lophotrochozoaires qui constitue la troisième grande branche des bilatériens (avec les deutérostomiens et les ecdyzozoaires). 
Il possède des caractéristiques anatomiques supposées être déjà présentes chez l’Urbilatérien (dernier ancêtre commun aux bilatériens). Il peut être trouvé dans les zones marines côtières tempérées à tropicales. Un dimorphisme sexuel existe chez Platynereis dumerilii : les femelles sont de couleur jaune, tandis que les mâles ont leur côté antérieur blanc et leur côté postérieur rouge à l'âge adulte. Cet animal constitue un bon organisme modèle en génétique et en biologie cellulaire et animale. La longueur de cet organisme est comprise entre 3 et 4 cm chez les femelles, et entre 2 et 3 cm chez les mâles.

## Morphologie dePlatynereis dumerilii
L’organisation de Platynereis dumerilii est segmentale. Elle comprend :
- La tête, nantie de 4 yeux présents sur une structure appelée prostomium, d'où partent également deux tentacules et deux palpes. Sous le prostomium, on trouve 4 paires de cirres tentaculaires, et en arrière le péristomium, qui entoure la bouche.
- Une répétition d’anneaux stéréotypiques bordés d’appendices pairs appelés parapodes (le nombre de répétition est variable d’un individu à l’autre, de par le phénomène d’élongation postérieure qui a lieu tout au long de la vie de Platynereis dumerilii)
- La queue, qui se termine par une zone appelée pygidium se prolongeant par deux cirres pygidiaux (cirres sensoriels).

## Développement et reproduction
Platynereis dumerilii est un animal à sexes séparés. Au cours de son développement, il passe tout d'abord par un stade dit juvénile puis il subit une maturation sexuelle observable à travers une modification du phénotype. Les mâles vont perdre leur tube digestif et accumuler des spermatozoïdes tout au long de la maturation sexuelle, observable par la couleur blanche au niveau antérieur. Les femelles, quant à elles, vont avoir une accumulation d'ovules dans la cavité abdominale au cours du temps observable par la coloration jaune de l'animal.
La maturation sexuelle de Platynereis dumerilii est circalunaire, autrement dit elle dépend des différentes phases de la lune. En effet, la proportion d'animaux atteignant la maturité sexuelle est maximale après une nouvelle lune, à contrario elle est minimale durant les périodes de pleine lune. À la suite de la maturation sexuelle, s'engage une danse nuptiale entre le mâle et la femelle. Le mâle tourne autour de la femelle pendant que cette dernière nage de manière circulaire. Le mâle libère ses spermatozoïdes et la femelle ses ovules dans le milieu : la reproduction est dite externe. Après relargage des gamètes mâles et femelles, les deux partenaires meurent d'épuisement. Durant la reproduction sexuelle entre un mâle et une femelle, il est possible d'avoir plusieurs centaines d’œuf.
Après fécondation, mise en place d'une cellule œuf d'environ 160 µm qui se développe en passant par un stade planctonique (ne luttant pas contre le courant), un stade benthique (où elle se retrouvera plus en profondeur), un stade tubicole et un stade pélagique après la maturation sexuelle.

## Stade larvaire
Les larves de Platynereis dumerilii possèdent deux types de cellules photoréceptrices : les cellules photoréceptrices rhabdomériques et ciliaires.
Les cellules photoréceptrices ciliaires sont situées dans le cerveau profond de la larve. Elles ne sont pas ombragées par le pigment et perçoivent ainsi la lumière de manière non directionnelle. On note une ressemblance morphologique et moléculaire entre les cellules photoréceptrices ciliaires et les photorécepteurs présents au niveau de l'œil humain.
De plus, elles expriment une opsine plus proche des opsines ciliaires visuelles des bâtonnets et des cônes des vertébrés que des opsines rhabdomériques visuelles des invertébrés. Par conséquent, on pense que l'urbilaterien, le dernier ancêtre commun des mollusques, des arthropodes et des vertébrés avait déjà des cellules photoréceptrices ciliaires. Une cellule photoréceptrice rhabdomérique forme avec une cellule pigmentaire un œil simple.
Après éclosion, les larves ont un comportement particulier durant la phase larvaire. Elles appartiennent au plancton, ensemble d'organismes incapable de lutter contre la houle (le mouvement ondulatoire de la surface de la mer). Cependant la larve n’est pas totalement passive, en effet à 24 heures, elle devient phototactique. Lorsqu’il y a émission d'une source lumineuse à un endroit précis, les larves sont attirées et se déplacent dans la direction lumineuse. Ce comportement est très important pour ces larves qui doivent rester près de la surface de l’eau le plus longtemps possible. Au stade 72 heures les larves deviennent benthiques ; elles tombent dans les fonds marins et deviennent lucifuges, c’est-à-dire qu’elles fuient la lumière. Elles se déplacent alors vers des endroits plus sombres.

## Génome dePlatynereis dumerilii
La taille du génome de Platynereis dumerilii est d'environ 1 Gpb (giga paires de bases) soit 109 paires de bases. Cette taille de génome se rapproche de la moyenne observée pour les métazoaires eucaryotes. Cependant, en comparaison à de nombreuses espèces de modèles moléculaires d'invertébrés classiques, cette taille de génome est plutôt grande et représente par conséquent un défi pour l'identification d'éléments régulateurs de gènes qui peuvent être situés à des distances considérables du promoteur correspondant.
Il s'agit d'un génome diploïde (2n chromosomes) avec un jeu de n = 14 chromosomes. Les efforts conjoints de séquençage de la communauté scientifique ont généré un génome de référence à couverture élevée, pour cet organisme, dérivé de l'acide désoxyribonucléique des spermatozoïdes des vers mâles de la lignée FL2.

## Organisme modèle - Intérêt scientifique
Platynereis dumerilii est un organisme modèle en biologie et en génétique car c'est un organisme peu volumineux avec une facilité d'entretien. En laboratoire, l'élevage de platynereis se fait dans des chambres dans lesquelles il est possible de régler la lumière pour reproduire les différentes phases de la lune. L'alimentation se fait à l'aide d'épinards bio (les pesticides étant mortels pour cet organisme). Ils sont conservés dans des bacs d'eau de mer.
Platynereis dumerilii est utilisé dans différents domaines :
- Étude du comportement planctonique : La larve à 24 heures est de type plancton permettant l'étude comportementale du plancton.
- Écologie : La présence de Platynereis dumerilii ou non dans le milieu marin permet d'indiquer si le milieu est sain ou non (présence de pesticide ou non).
- Développement - EVO-DEVO : Platynereis est un bilatérien proche des deutérostomiens (vertébrés) phylogénétiquement ceci permet d'étudier des caractères/gènes qui pourraient être aussi présents chez d'autres clades.
- Neuro-endrocrinologie : platynereis est un organisme possédant un grand nombre d'hormones et de neurotransmetteurs commun avec les vertébrés ce qui rend son étude intéressante pour la comparaison avec d'autres bilatériens.
- Régénération : L'organisme a une capacité de régénération. Cette régénération est visible en laboratoire par une ablation de la queue, à la suite de cela il y régénération d’une zone d'addition des segments.
- Chronobiologie : platynereis suit le rythme circadien et sa maturation sexuelle est contrôlée par les phases lunaires (rythme circalunaire).

Bien qu'il s'agisse d'un organisme modèle assez récent, de par son intérêt en sciences et sa facilité de manipulation, de nombreuses techniques ont été développées pour des analyses au niveau :
- De l'organisme et de la morphologie
- Du comportement
- Cellulaire : lignage possible car embryon transparent
- Génétique